# Timoteo I di Alessandria
Timoteo I (... – 20 luglio 384) fu il tredicesimo Papa della Chiesa copta (massima carica del Patriarcato di Alessandria d'Egitto), dal 380 fino alla sua morte.

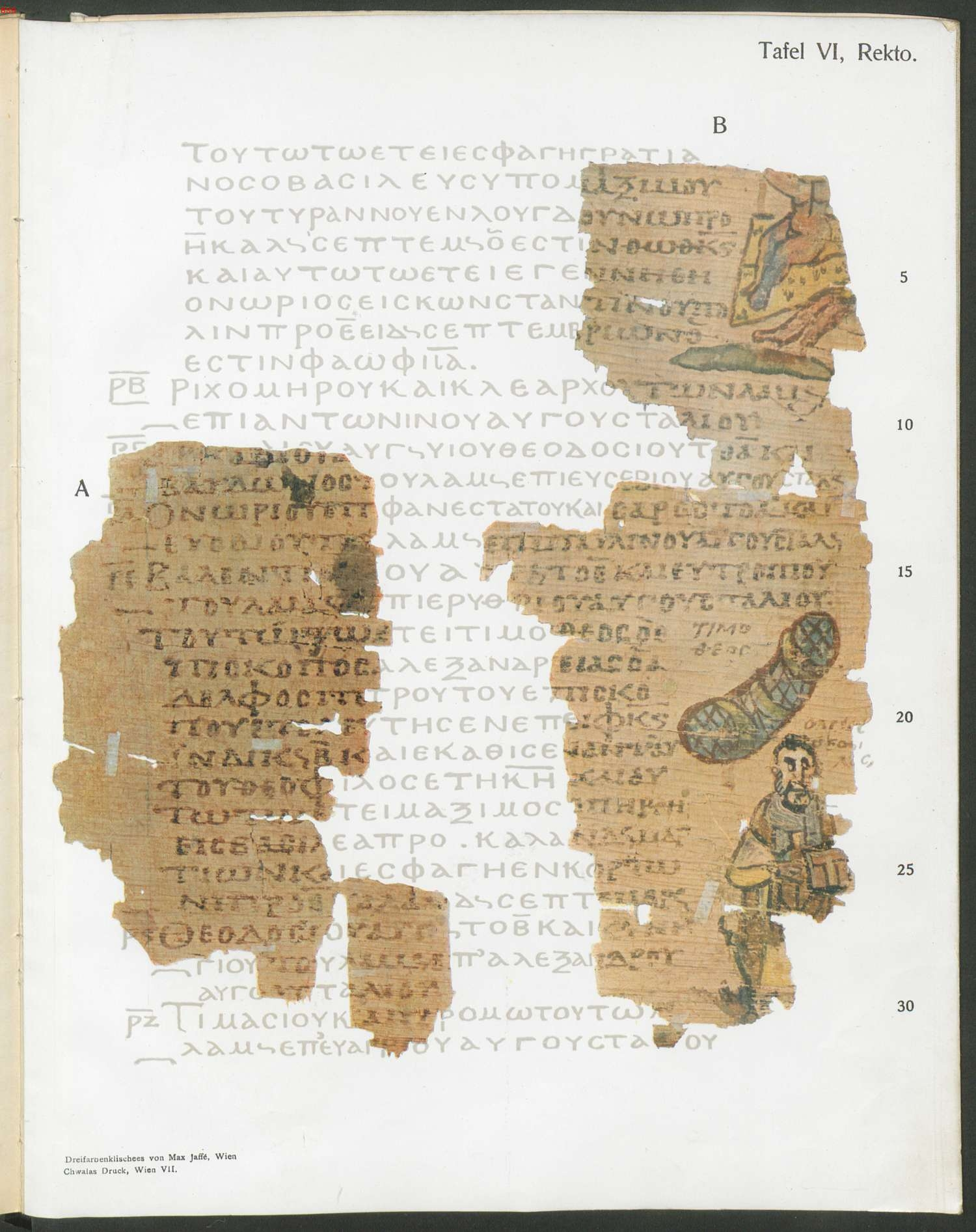
Sulla destra, la mummia di Timoteo, dalla Cronaca universale alessandrina

Nel 381 fu chiamato a partecipare al secondo concilio ecumenico avvenuto nella storia della cristianità, svoltosi a Costantinopoli. In esso, che determinò una nuova condanna del macedonianismo e dell'arianesimo, ponendo fine all'espansione di quest'ultimo, si inimicò l'intera corte imperiale opponendosi strenuamente al decreto che fissava un ordine di preminenza del patriarcato di Costantinopoli, sugli altri patriarcati, eccezion fatta per quello di Roma.

## Collegamenti
- Cronostassi del patriarcato di Alessandria, su fordham.edu. URL consultato il 12 novembre 2006 (archiviato dall'url originale il 17 ottobre 2006).

| Controllo di autorità | VIAF (EN) 283399594 · SBN CUBV165389 · BAV 495/295542 · CERL cnp00145250 · GND (DE) 100642675 |